# Dětřichov (Libereci járás)
Dětřichov település Csehországban, Libereci járásban. Dětřichov Heřmanice, Kunratice és Frýdlant településekkel határos. Lakosainak száma 705 fő (2024. január 1.).

## Népesség
A település lakosságának változását az alábbi diagram mutatja:
| Lakosok száma | 1252 | 1409 | 1337 | 582  | 605  | 590  | 689  | 714  | 702  | 705  |
|               | 1869 | 1890 | 1921 | 1950 | 1980 | 2001 | 2017 | 2019 | 2022 | 2024 |